# Phaeostigma (Phaeostigma) italogallicum
Phaeostigma (Phaeostigma) italogallicum is een kameelhalsvliegensoort uit de familie van de Raphidiidae. De soort komt voor in Frankrijk en Italië.
Phaeostigma (Phaeostigma) italogallicum werd voor het eerst wetenschappelijk beschreven door H. Aspöck & U. Aspöck in 1976.